# Felahiye (district)
Felahiye is een Turks district in de provincie Kayseri en telt 6.938 inwoners (2007). Het district heeft een oppervlakte van 411,6 km². Hoofdplaats is Felahiye.
De bevolkingsontwikkeling van het district is weergegeven in onderstaande tabel.
| 1997   | 2000   | 2007  |
| ------ | ------ | ----- |
| 14.279 | 16.650 | 6.938 |